# Liangshui (socken i Kina, Guangxi)
Liangshui (kinesiska: 两水苗族乡, 两水) är en socken i Kina. Den ligger i den autonoma regionen Guangxi, i den södra delen av landet, omkring 410 kilometer nordost om regionhuvudstaden Nanning. Antalet invånare är 8184. Befolkningen består av 3 945 kvinnor och 4 239 män. Barn under 15 år utgör 13,0 %, vuxna 15-64 år 72 %, och äldre över 65 år 13,0 %.
Genomsnittlig årsnederbörd är 2 418 millimeter. Den regnigaste månaden är juni, med i genomsnitt 468 mm nederbörd, och den torraste är oktober, med 56 mm nederbörd.